# Ganga Singh
Pour les articles homonymes, voir Singh.
Ganga Singh Bahadur (né le 3 octobre 1880, à Bikaner, mort le 2 février 1943 à Bombay) est le maharadjah régnant de l'État princier du Bikaner (dans l'actuel Rajasthan, en Inde) de 1888 à 1943.
Il est reconnu comme un visionnaire réformiste et comme le seul membre non-Blanc du cabinet de guerre impérial britannique pendant la Première Guerre mondiale. Il est un des signataires du traité de Versailles et du petit traité.